# Opstandingskerk (Tilburg)
De Opstandingskerk is een protestantse kerk in de Noord-Brabantse stad Tilburg. Het kerkgebouw is gelegen aan de Professor Cobbenhagenlaan 8.

## Geschiedenis
Deze kerk werd in 1965 gebouwd als Gereformeerde kerk, naar een ontwerp van L.F.M. van der Plas. Voordien gingen ze ter kerke in de Sionskerk. De Hervormden kerkten in de historische Pauluskerk.
In 2000 werd besloten dat Hervormden en Gereformeerden gezamenlijk van de Opstandingskerk gebruik zouden maken. De Pauluskerk werd daarop verkocht en de voorheen Gereformeerde kerk werd de PKN-kerk van Tilburg.
In 2018 werd de kerk geklasseerd als gemeentelijk monument.

## Gebouw
Het betreft een sober kerkgebouw met platte daken en een losstaande metalen klokkentoren.